# Camera dei rappresentanti della Louisiana
La Camera dei rappresentanti della Louisiana è la camera bassa della Legislatura dello stato della Louisiana, insieme al Senato, la camera alta. 
Essa è composta da 105 rappresentanti, ognuno dei quali rappresenta circa 42.500 persone. I membri vengono eletti ogni quattro anni e non possono essere rieletti più di tre volte, per una durata massima di 12 anni. La Camera è una delle cinque camere basse degli Stati Uniti d'America che viene eletta ogni quattro anni, diversamente da quasi tutte le altre che vengono rinnovate ogni due anni.
La Camera si riunisce al Campidoglio dello Stato della Louisiana.

## Speaker della Camera
Lo Speaker presiede sulla Camera dei Rappresentanti ed è generalmente proposto dal governatore (anche se è solo una consuetudine e non una regola della Camera) e poi viene eletto dall'intera assemblea. Oltre a presiedere la Camera, lo Speaker ricopre anche la posizione di leadership, e controlla il flusso della legislazione e le commissioni. La Camera dei rappresentanti elegge anche uno Speaker pro tempore per presiedere l'assemblea in assenza dello Speaker.

## Composizione della Camera dei rappresentanti
La Camera dei rappresentanti della Louisiana è stata istituita nelle sue funzioni ed autorità nell'articolo III, sezione 3 della Costituzione della Louisiana, e comprende 105 deputati eletti in tutto lo stato in distretti uninominali dagli elettori registrati nel distretto stesso. 
I rappresentanti devono essere elettori, devono avere almeno diciotto anni, essere domiciliati nel distretto che rappresentano da almeno un anno e devono risiedere nello stato da almeno due anni. La Camera verifica le qualifiche e l'elezione dei propri membri.
Tutti i candidati per la Camera nei vari distretti competono in una elezione primaria a prescindere dall'affiliazione ad un partito. Se nessun candidato ottiene il 50%+1 dei voti, i primi due proseguono verso le elezioni generali, che si svolgono ogni quattro anni e ogni rappresentante può ricoprire al massimo tre mandati (12 anni). 
Se un seggio diviene vacante, il rappresentante viene sostituito con una elezione speciale. Le sessioni della Camera si tengono insieme a quelle del Senato della Louisiana, ogni anno, per sessanta giornate legislative negli anni pari e per quarantacinque giornate negli anni dispari, in cui vengono considerate solamente legislazioni sul bilancio. Solamente la Camera dei rappresentanti ha l'autorità di mettere in stato di accusa chi ricopre cariche pubbliche nello stato.